# Jahmi'us Ramsey
Jahmi'us Ramsey (Arlington, Texas, 9 de junio de 2001) es un baloncestista estadounidense que pertenece a la plantilla del Pallacanestro Trieste de la Lega Basket Serie A italiana. Con 1,93 metros de estatura, juega en la posición de escolta.

## Trayectoria deportiva

### Universidad
Tras conseguir 15 puntos, 6 rebotes y 2 robos en su etapa de instituto en el prestigioso Jordan Brand Classic, jugó una temporada con los Red Raiders de la Universidad Tecnológica de Texas, en la que promedió 15 puntos, 4 rebotes, 2,2 asistencias y 1,3 robos de balón por partido. Fue elegido freshman del año de la Big 12 Conference e incluido en el segundo mejor quinteto de la conferencia.
El 25 de abril de 2020 se declaró elegible para el Draft de la NBA, renunciando así a los tres años de universidad que le quedaban.

#### Estadísticas
| Año     | Equipo     | PJ | PT | MPP  | %TC  | %3P  | %TL  | RPP | APP | ROB | TPP | PPP  |
| ------- | ---------- | -- | -- | ---- | ---- | ---- | ---- | --- | --- | --- | --- | ---- |
| 2019–20 | Texas Tech | 27 | 27 | 31.2 | .442 | .426 | .641 | 4.0 | 2.2 | 1.3 | .7  | 15.0 |

### Profesional
Fue elegido en la cuadragésimo tercera posición del Draft de la NBA de 2020 por los Sacramento Kings. El 4 de diciembre de 2020 firmó un contrato multianual con los Kings.
Tras temporada y media en Sacramento, el 11 de febrero de 2022 fue despedido. Después de quedar liberado, firmó un contrato de entrada a la NBA G League y fue adquirido por los Birmingham Squadron sin exenciones. Fue traspasado a Oklahoma City Blue al día siguiente a cambio de Chasson Randle. El 20 de octubre de 2023 firmó con los Oklahoma City Thunder, pero fue despedido el mismo día. El 31 de octubre se reincorporó a su filial, los Oklahoma City Blue.
El 5 de marzo de 2024 firmó un contrato de 10 días con los Toronto Raptors, contrato que renovó por diez días más a su finalización. El 25 de marzo regresó a los Blue, con los que acabó ganando el campeonato de la G League.
El 26 de septiembre de 2024 volvió a firmar contrato con los Toronto Raptors, pero fue despedido el 19 de octubre. El 25 de octubre se reincorporó a los Oklahoma City Blue.
El 25 de julio de 2025 fichó por el Pallacanestro Trieste de la Lega Basket Serie A italiana.

## Estadísticas de su carrera en la NBA

### Temporada regular
| Año     | Equipo     | PJ | PT | MPP  | %TC  | %3P  | %TL   | RPP | APP | ROB | TPP | PPP |
| ------- | ---------- | -- | -- | ---- | ---- | ---- | ----- | --- | --- | --- | --- | --- |
| 2020-21 | Sacramento | 13 | 0  | 7.3  | .395 | .263 | 1.000 | .8  | .5  | .3  | .1  | 3.1 |
| 2021-22 | Sacramento | 19 | 0  | 7.0  | .414 | .278 | .500  | .7  | .4  | .1  | .1  | 3.2 |
| 2023-24 | Toronto    | 7  | 1  | 17.3 | .439 | .273 | .833  | 3.1 | 1.1 | 1.0 | .0  | 6.7 |
| Total   | Total      | 39 | 1  | 9.0  | .416 | .271 | .680  | 1.2 | .5  | .3  | .1  | 3.8 |